# عزت‌الله سیامک
عزت‌الله سیامک سرهنگ ژاندارمری، از بنیانگذاران سازمان نظامی حزب توده ایران  و عضو هیئت دبیران آن بوده است.
سازمان نظامی حزب توده در سال ۱۳۲۳ توسط عبدالصمد کامبخش، عزت‌الله سیامک و خسرو روزبه تأسیس شد.
با وجود پیامدهای ناشی از سرکوب افسران شاخهٔ نظامی حزب توده پس از قیام افسران خراسان و واقعهٔ آذربایجان در سال‌های ۲۵–۱۳۲۴ و سرکوب آنها و مهاجرت اجباری و گریز آنها به اتحاد شوروی، وجود سرهنگ سیامک، خسرو روزبه و سرهنگ محمدعلی مبشری و در امان ماندنشان از موج دستگیری‌های ارتش، باعث شد تا هستهٔ اصلی سازمان نظامی حزب توده حفظ شود و به فعالیت مخفیانهٔ خود ادامه دهد.
در نهایت با دستگیری تصادفی یکی از افسران توده‌ای در مردادماه ۱۳۳۳، سازمان نظامی حزب توده لو رفت و اکثریت آنان دستگیر، اعدام یا زندانی شدند و باقیمانده از ایران گریختند.
سرهنگ سیامک یکی از بازداشت‌شدگان بود که در دادگاه نظامی به اعدام محکوم شد و در تاریخ  ۲۷ مهرماه ۱۳۳۳ در میدان تیر لشکر ۲ زرهی به اتفاق ۹ نفر دیگر به عنوان اولین گروه از افسران توده‌ای تیرباران شد.
احمد شاملو شعر ساعت اعدام خود را در رثا و یادبود سرهنگ سیامک سرود و به وی تقدیم کرد. ترانهٔ مرا ببوس به اشتباه به سرهنگ سیامک منسوب شده و نقل شده که این ترانه شب پیش از اعدام از طرف سرهنگ سیامک برای دخترش سروده شده است. همچنین نقل قول دیگر آن است که این ترانه از طرف سرهنگ مبشری برای سرهنگ سیامک سروده شده است. در حالی که تصادف زمانی پخش این ترانه با اعدام افسران و شرایط خاص سیاسی آن زمان، با توجه به مضمون ترانه سبب این شایعه گردیده بود.
جسد سرهنگ سیامک پس از تیرباران برای تدفین به خانواده‌اش تحویل شد و در آرامگاه امامزاده عبدالله (ری) شهر ری به خاک سپرده شد.